# سيدي بوتشنت
سِيدِي بُوتُشَّنْت بلدية تابعة دائرة ثنية الأحد ولاية تيسمسيلت تقع بين بني الحسن وبرج بونعامة يقطنها حوالي 26000 نسمة.